# Parco naturale regionale della Lessinia
Il parco naturale regionale della Lessinia è stato istituito con la legge regionale n. 12, del 30 gennaio 1990 con lo scopo di tutelare il ricco patrimonio naturalistico, ambientale, storico ed etnico del territorio veronese. È situato nella parte più settentrionale della Lessinia, tra i 1.200 e 1.800 m. È sito di interesse comunitario e zona di protezione speciale della comunità europea n. IT3210040

## Storia

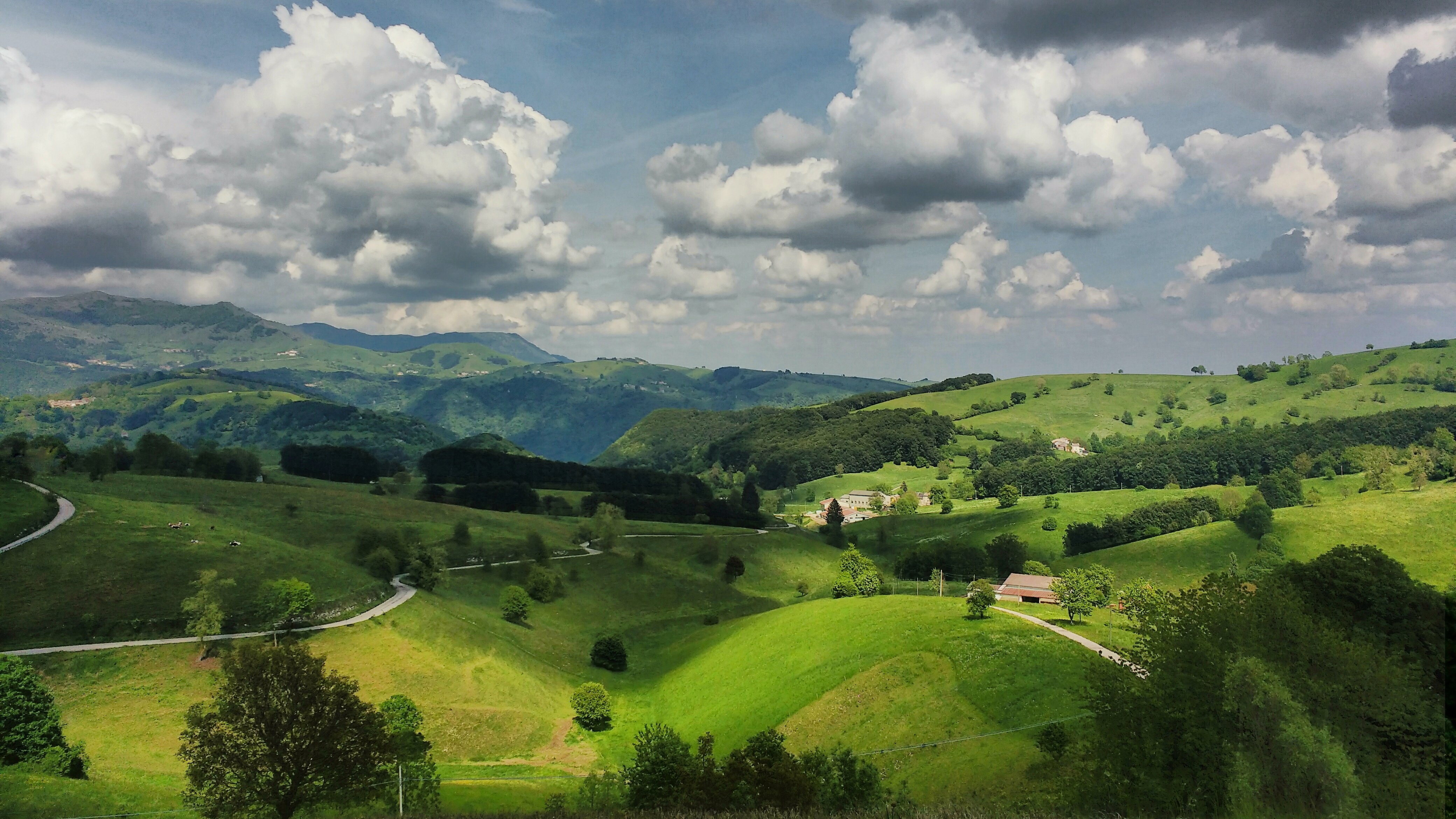
Colori della Lessinia

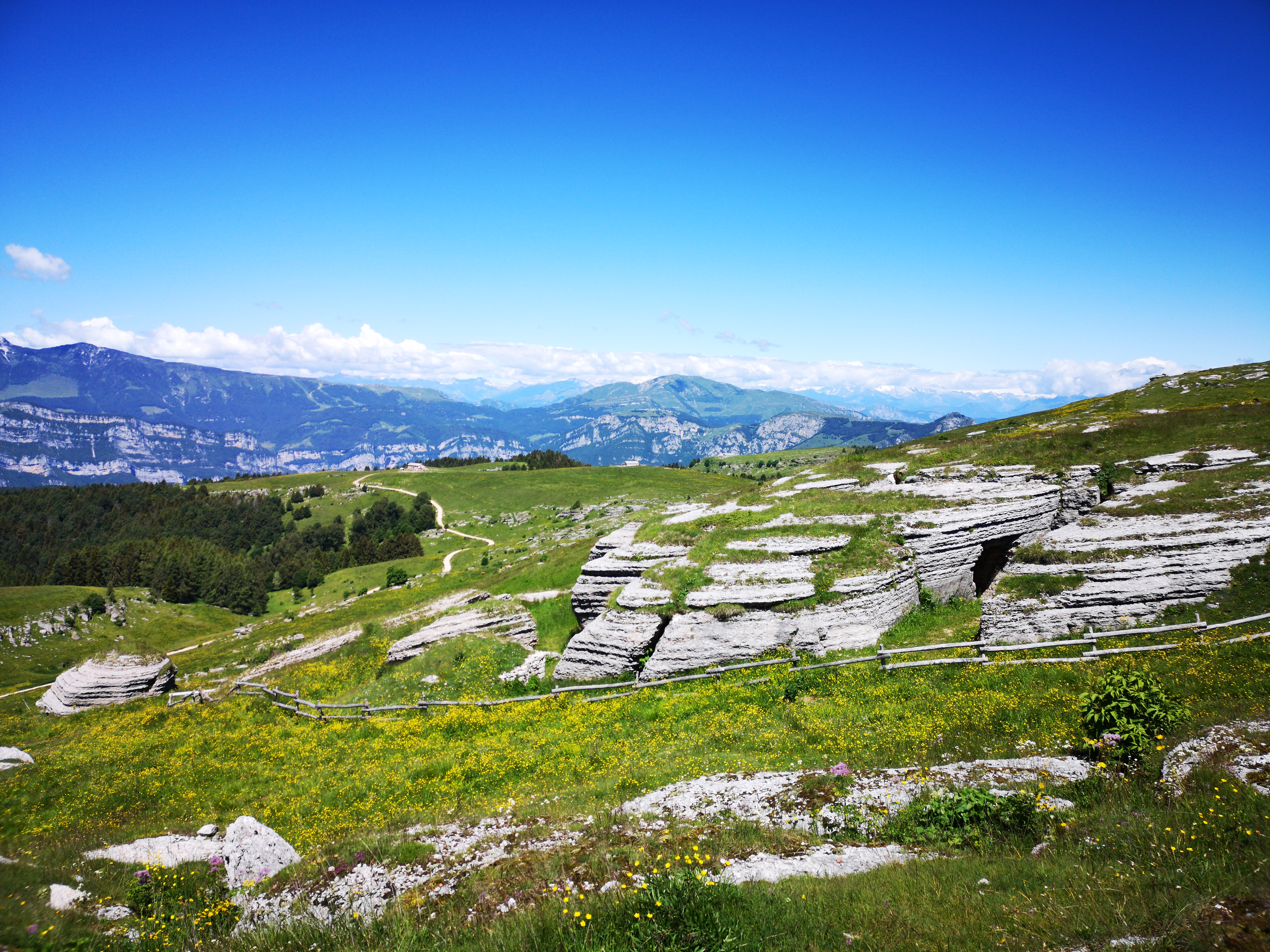
Panorama della Lessinia

Il parco naturale regionale della Lessinia, gestito per trent'anni dalla Comunità montana della Lessinia, gode dal 2019 di un proprio ente gestore.
Con Legge Regionale n. 23 del 26 giugno 2018 la gestione dei parchi regionali è affidata ad un ente di diritto pubblico, dotato di personalità giuridica, con sede legale e amministrativa nel rispettivo territorio, denominato Ente parco e sottoposto alla vigilanza della Giunta regionale.
Sono organi dell’Ente parco:
a)   la Comunità del parco;
b)   il Consiglio direttivo;
c)   il Presidente;
d)   il Revisore dei conti;
e)   la Consulta del Parco;
f)   il Comitato tecnico-scientifico.
Il parco ha vari compiti i: prendendo le finalità direttamente dallo statuto, si può osservare che la ricchezza del territorio da preservare va dai giacimenti fossili alla conservazione dell'alpicoltura, e al mantenimento e al recupero delle tradizioni cimbre, sia quelle dei pochi che ancora lo parlano fra i residenti sia di quelli che hanno perso l'idioma ma hanno mantenuto appieno le tradizioni. È importante anche la cura del sistema museale dei sette musei specializzati.
Per valutare le diversità rispetto ad un parco standard è bene ricorrere allo statuto nel punto in cui elenca le finalità:
- la protezione del suolo e del sottosuolo, della flora, della fauna, dell'acqua
- la tutela, valorizzazione, mantenimento e restauro dell'ambiente naturale, storico e architettonico nella sua unitarietà nonché il recupero di eventuali parti alterate
- la cura e salvaguardia delle particolarità antropologiche, paleontologiche, geomorfologiche, floro-faunistiche e archeologiche della zona
- la sua fruizione per fini scientifici, culturali e didattici
- la promozione delle attività preposte alla manutenzione degli elementi protetti del parco, delle attività economiche tradizionali, nonché delle risorse e attrattive di chiaro richiamo turistico e dei servizi per il tempo libero
- lo sviluppo sociale, culturale ed economico delle popolazioni che vivono e gravitano nel Parco
- l'organizzazione dei flussi turistici
- la tutela e la valorizzazione del patrimonio etnico, storico, culturale e linguistico delle popolazioni "Cimbre".

Nel 2019 è stato svolta un'intervista a 168 aziende utilizzatrici le malghe della Lessinia, all'interno del dossier di candidatura degli Alti Pascoli della Lessinia nel Registro nazionale dei paesaggi storici rurali. L’intervista aziendale ha sondato la percezione degli allevatori in merito all’attività del Parco nel mantenimento del paesaggio rurale storico e dell’attività zootecnica in alpeggio. Per il 59% degli intervistati tale attività è da ritenersi in contraddizione e per il 38% assente. Solo il 3% degli intervistati ritiene che i 30 anni di attività amministrativa dell'ente Parco siano stati utili.
Nello stesso periodo cinque comuni della Lessinia avanzavano proposte di revisione delle aree Parco, per venire incontro alle esigenze degli abitanti e degli agricoltori. La proposta è stata discussa il 16 gennaio 2020 nella seconda Commissione regionale (Politiche ambientali). Di ritorno da Venezia così si esprime il presidente dell’ente Parco Raffaello Campostrini: «È stato giusto tener conto delle delibere dei Comuni che sono l’espressione massima di chi vive e lavora in Lessinia. Sarebbe stato folle da parte della Regione ostacolare questo percorso. In commissione, pur nella normale dialettica delle diverse posizioni, abbiamo avuto la soddisfazione di far capire le ragioni per cui questa proposta è nata: i vaj non vengono abbandonati ma continuano ad essere tutelati, tanto la fauna come la flora: i primi ambientalisti siamo noi che viviamo in montagna e questa riforma è stata voluta per risolvere delle problematiche del Parco che sono ferme da trent’anni, per dare dei confini che siamo più evidenti e naturali possibili».
Nel gennaio 2020, per manifestare la contrarietà alla proposta di legge regionale volta a ridurre l'area protetta, migliaia di persone accorse per lo più dalle città di pianura, hanno fatto una marcia simbolica nel territorio di Bosco Chiesanuova, dove è sita la sede del parco, bloccando l'iniziativa degli abitanti e delle amministrazioni della Lessinia.

## Territorio
Il parco si sviluppa nella parte settentrionale della provincia di Verona in un corpo territoriale che va dai 1200 metri alle cime; si estende in due comuni della provincia di Vicenza e comprende alcune isole ad altezza più bassa che comprendono luoghi di bellezza naturale. Non ha acqua superficiale se non per brevissimi tratti visto il carsismo della zona. Nel parco sono compresi tutti i monti veronesi ad esclusione del Monte Baldo.

### Comuni
La superficie del parco si estende sul territorio di 15 comuni, tredici in provincia di Verona e due in quella di Vicenza:
- Sant'Anna d'Alfaedo
- Erbezzo
- Bosco Chiesanuova
- Velo Veronese
- Roverè Veronese
- Selva di Progno
- Grezzana
- San Giovanni Ilarione
- Roncà
- Vestenanova
- Dolcè
- Fumane
- Marano di Valpolicella
- Altissimo
- Crespadoro

## Ambiente
La parte superiore dei Lessini costituisce una vasta area a pascolo. Con tutta probabilità una delle aree pascolive più vaste dell’intero arco alpino italiano. Pascolo che si caratterizza per occupare aree morfologicamente poco accidentate con relativamente ridotti affioramenti di rocce e sassi. Pascolo che per la maggior parte è di proprietà privata e che è stato oggetto, negli ultimi decenni, di numerose indagini (Berni e Begalli,1991; Sauro et al, 2013; Sauro et al, 2017). La gestione dell'ambiente degli alti Lessini è garantita da una secolare attività pastorale e allevatoriale. I pascoli presenti nel territorio del Parco della Lessinia vengono per lo più gestiti da bovini da latte e da carne, ma sono presenti anche ovini ( in particolare la pecora Brogna, razza autoctona in via di estinzione), caprini ed equini.

### Flora e funghi
Nel sito ufficiale del parco ogni specie di fiori e funghi viene descritta e rappresentata.

#### Fiori
- Ciclamino Comune (Cyclamen purpurascens Mill.)
- Bucaneve (Galanthus nivalis L.)
- Primavera (Primula acaulis L.)
- Primula Officiale (Primula veris L.)
- Viola Silvestre (Viola reichenbachiana Boreau)
- Fiore Ragno (Ophrys sphecodes Mill.)
- Ranuncolo Bulboso (Ranunculus bulbosus L.)
- Genziana Primaverile (Gentiana verna L.)
- Zafferano di Montagna (Crocus albiflorus Kit.)
- Acetosella (Oxalis acetosella L.)
- Genziana di Koch (Gentiana acaulis L.)
- Mughetto (Convallaria majalis L.)
- Giglio Rosso (Lilium bulbiferum L.)
- Pianella della Madonna (Cypripedium calceolus L.)
- Fiore Ape (Ophriys apifera Huds.)
- Botton d'Oro (Trollius europaeus L.)
- Aquilegia Scura (Aquilegia atrata W. D. J. Koch)
- Giglio Martagone (Lilium martagon L.)
- Nontiscordardimé Alpino (Myosotis alpestris F. W. Schmidt)
- Arnica (Arnica montana L.)
- Raponzolo di roccia (Physoplexis comosa Schur)
- Stella Alpina (Leontopodium alpinum Cass.)
- Dente di cane (Erythronium dens-canis L.)
- Peonia (Paeonia officinalis L.)
- Dafne alpina (Daphne alpina)
- Anemone montana (Pulsatilla montana Rchb.)
- Orchidea (Dactylorhiza sambucina Soó)

#### Funghi
- Spugnola Conica (Morchella conica)
- Tignosa Verdognola (Amanita phalloides)
- Ovolo Malefico (Amanita muscaria)
- Cortinario Cangiante (Cortinarius orellanus)
- Mazza di Tamburo (Macrolepiota procera)
- Prataiolo Tossico (Agaricus xanthodermus)
- Agarico Delizioso (Lactarius deliciosus)
- Creste di Gallo (Hygrocybe punicea)
- Violono (Lepista nuda)
- Moretta (Tricholoma terreum)
- Chiodini (Armillaria mellea)
- Vescia Cesellata (Calvatia utriformis)
- Imbutino (Clitocybe gibba)
- Porcinello Grigio (Leccinum griseum)
- Porcino (Boletus edulis)
- Vescia Perlata (Lycoperdon perlatum)
- Gambesecche (Marasmius oreades)
- Agarico Geotropo (Clitocybe geotropa)
- Mandriano, Pecornio (Agaricus maskae)
- Gallinaccio, Finferlo (Cantharellus cibarius)
- Uovo del Diavolo (Phallus impudicus)

### Fauna

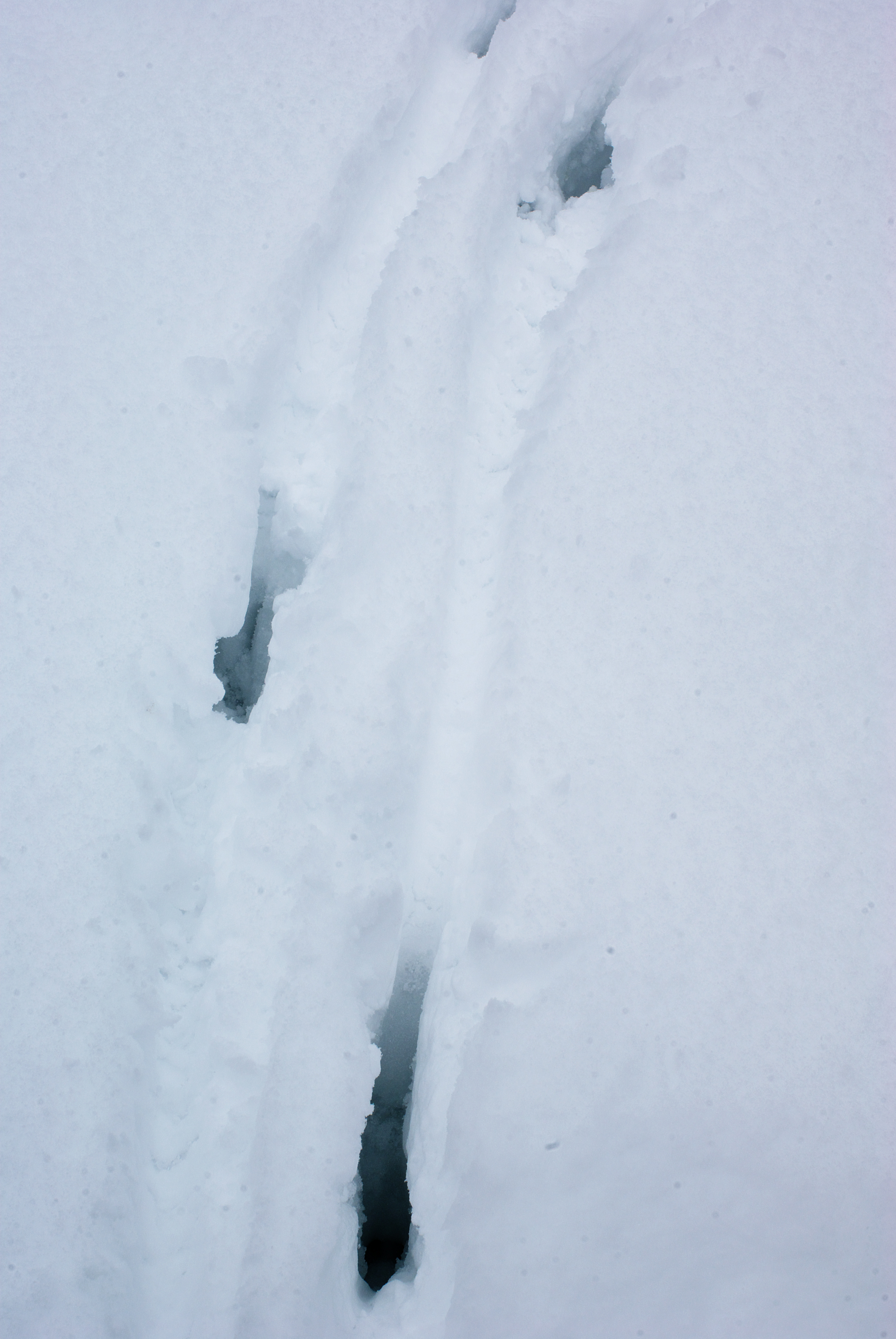
Impronte di Camoscio nella neve ctg Lessinia 2013

Fra le specie presenti nel parco meritano particolare menzione le sottostanti:
- Lupo (Canis lupus) - ritornato nel 2012
- Camoscio alpino (Rupicapra rupicapra)
- Capriolo (Capreolus capreolus)
- Cervo nobile (Cervus elaphus)
- Lepre comune (Lepus europaeus)
- Marmotta (Marmota marmota)
- Volpe (Vulpes vulpes)
- Aquila reale (Aquila chrysaetos)
- Gufo reale (Bubo bubo)
- Allocco (Strix aluco)
- Civetta capogrosso (Aegolius funereus)
- Civetta nana (Glaucidium passerinum)
- Picchio nero (Dryocopus martius)
- Gallo cedrone (Tetrao urogallus)
- Fagiano di monte (Tetrao tetrix)
- Francolino di monte (Tetrastes bonasia)
- Coturnice (Alectoris graeca saxatilis)
- Zigolo delle nevi (Plectrophenax nivalis)
- Tritone Alpino (Ichthyosaura alpestris)
- Salamandra pezzata (Salamandra Salamandra)

## Accessi
Vista l'estensione del parco non vi sono accessi principali, ma tutta una serie di strade presenti in ogni valle della Lessinia. Gli accessi alla parte più elevata del parco sono dati dalla rotabile del passo della Liana che da Sant'Anna d'Alfaedo si inerpica fra il Corno d'Aquilio e il corno Mozzo; la provinciale da Erbezzo per il passo delle Fittanze; la diretta da Bosco Chiesanuova per San Giorgio e la strada che da Velo passa per Camposilvano ed arriva alla Conca dei Parpari. Altre strade arrivano ai limiti del parco, ma non permettono il transito ai mezzi a motore, come da Giazza e dalla provincia di Vicenza

## Attività
Le attività dei comuni all'interno del parco sono molte e legate alle tradizioni e al clima di ospitalità dei residenti. L'area interna al parco copre oltre 60% dell'area della Comunità della Lessinia.
Più di 150 aziende agricole della Lessinia gestiscono i pascoli rientranti nel territorio dell'ente Parco. Alcune malghe offrono per la vendita diretta i loro prodotti ottenuti dalla trasformazione del latte in malga: malga Piocio di sotto (malga Lessinia), Malga Fanta e Malga Camporetratto. Una sola malga offre servizi agrituristici per la somministrazione di pasti: Malga Campolevà. Numerose malghe sono state trasformate in rifugi per offrire servizi di ristorazione e pernottamento.
Il parco in senso stretto ha delle attività proprie prevalentemente concentrate nella Malga Derocon a pochi chilometri da Erbezzo. La struttura, è stata realizzata grazie ad un progetto finanziato dalla Comunità Europea, Leader II. Nell'area, di 54 ettari, è stata realizzata un'Area floro-faunistica con un recinto faunistico, un percorso botanico e un centro visitatori.
Particolare attenzione è rivolta ai potenziali fruitori che provengono dalle scuole dell'obbligo.

### In Luglio a Val Fraselle (Giazza - Selva di Progno)

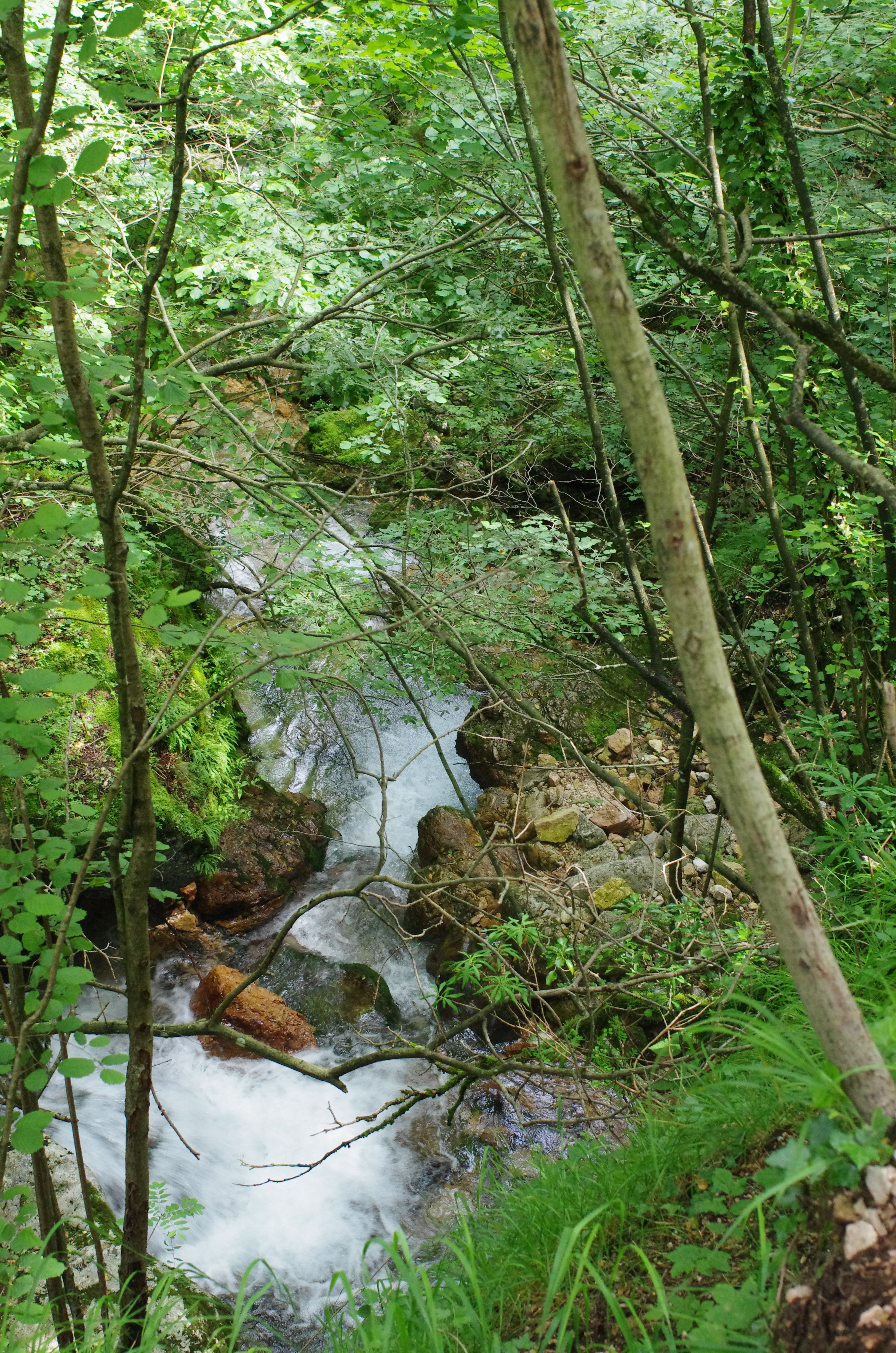
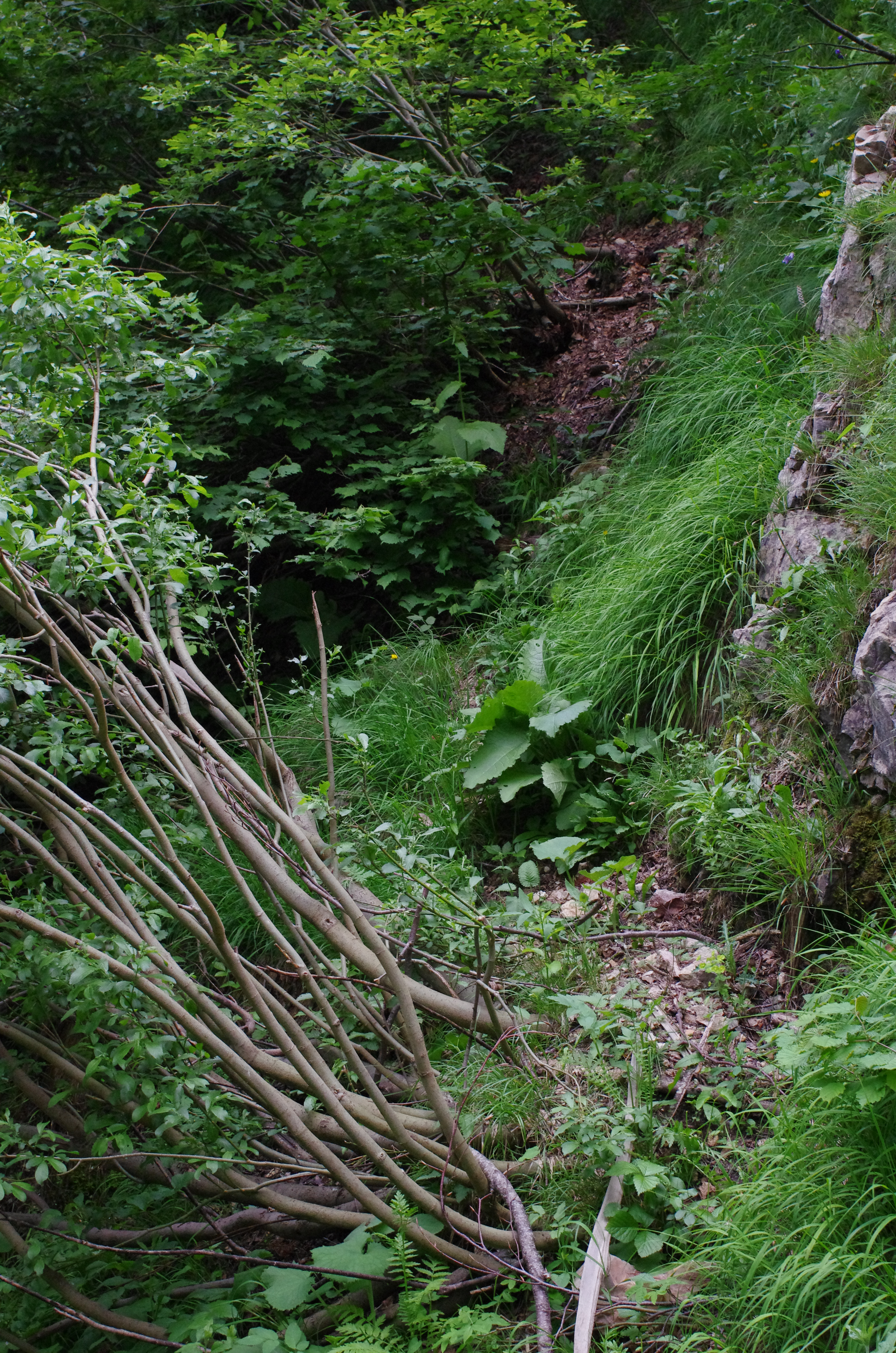
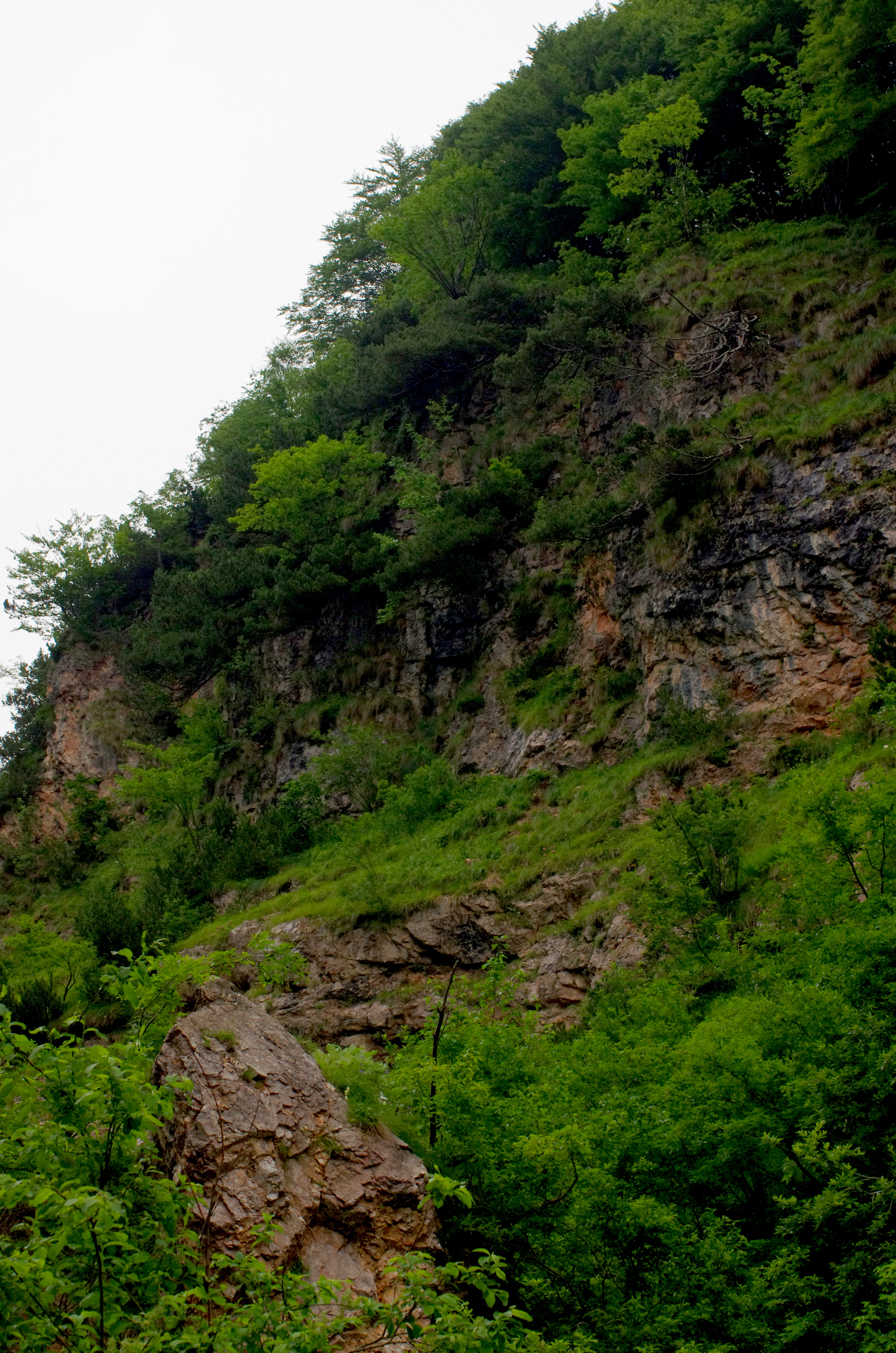
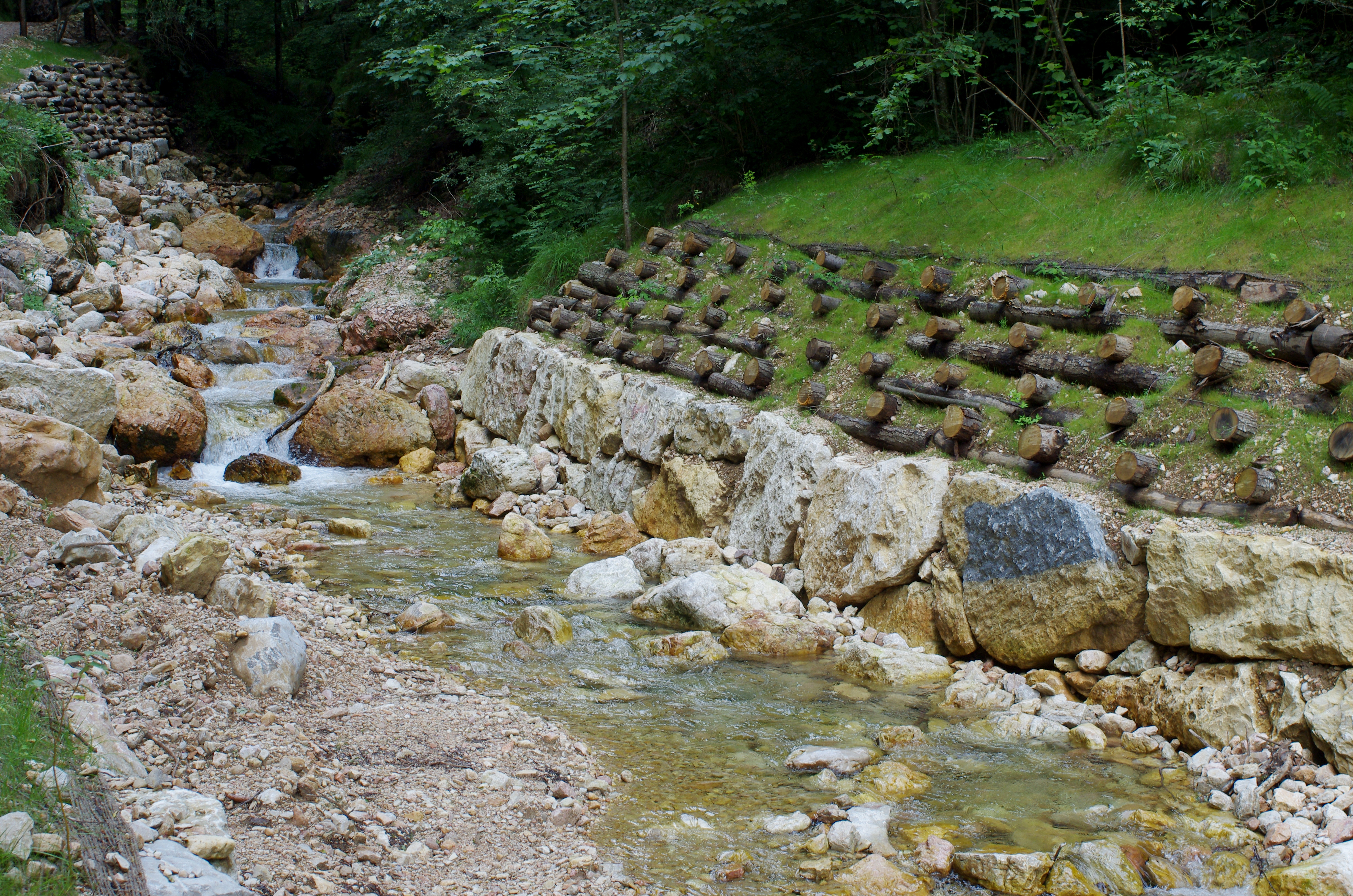
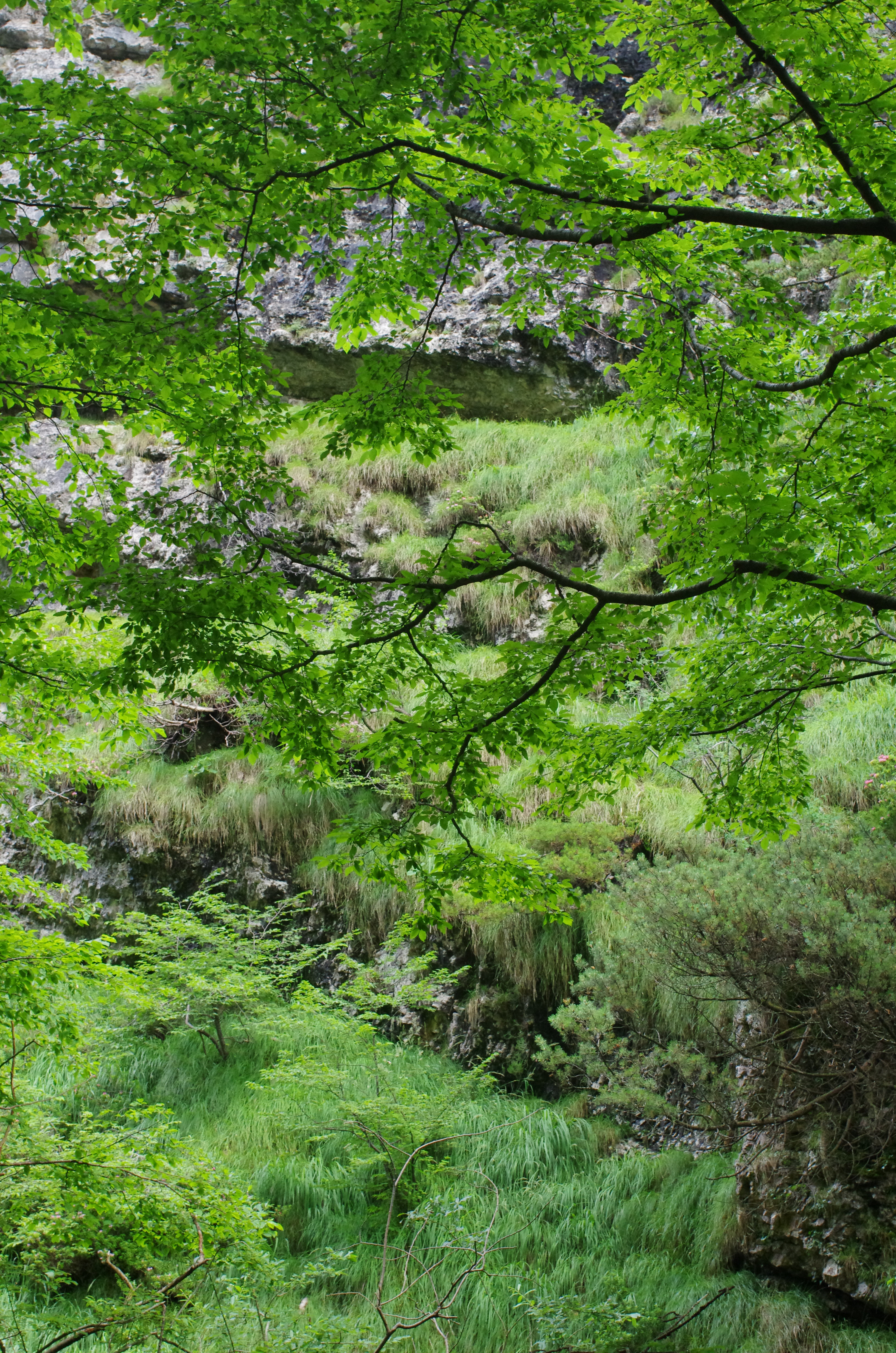
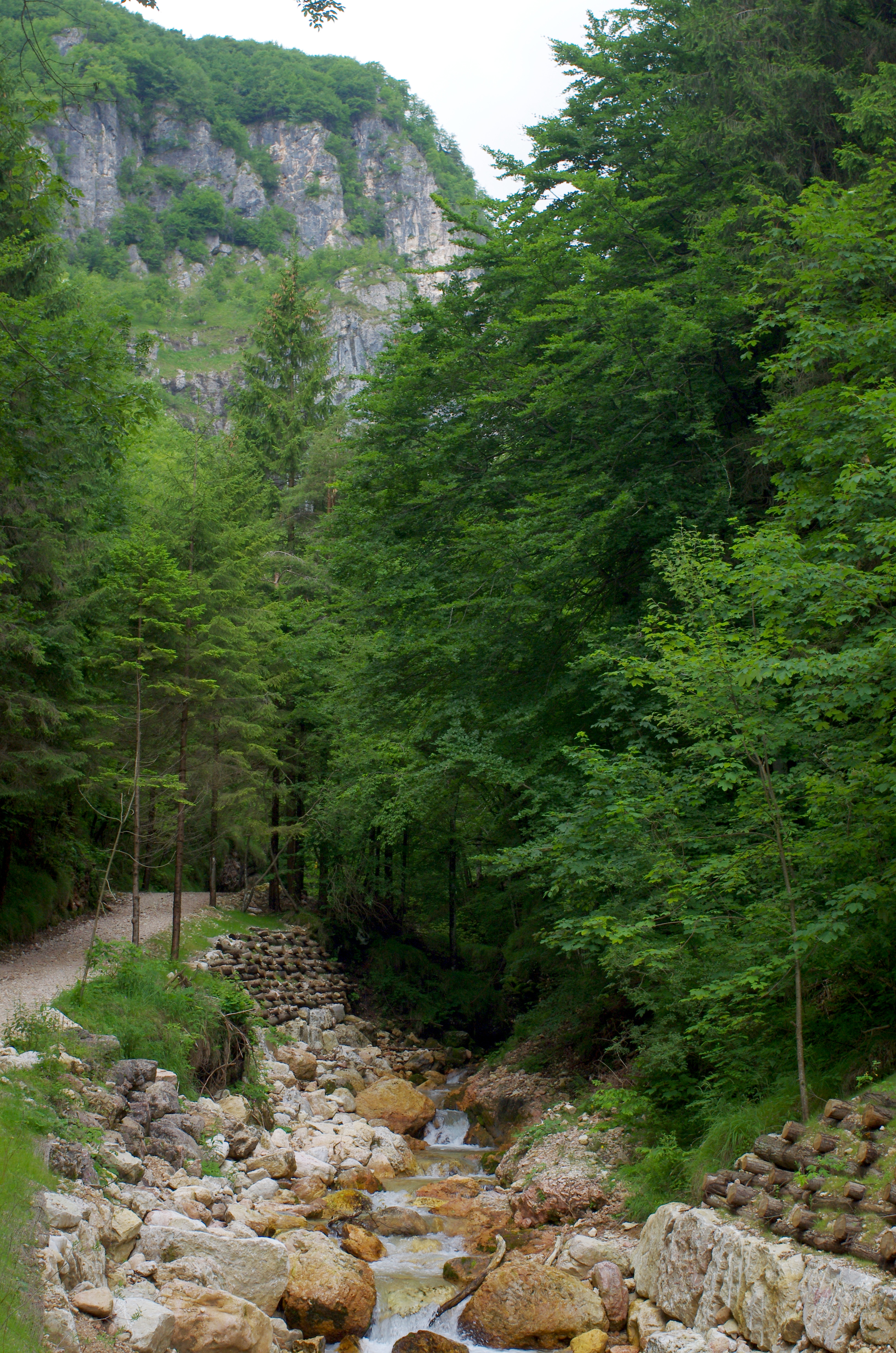
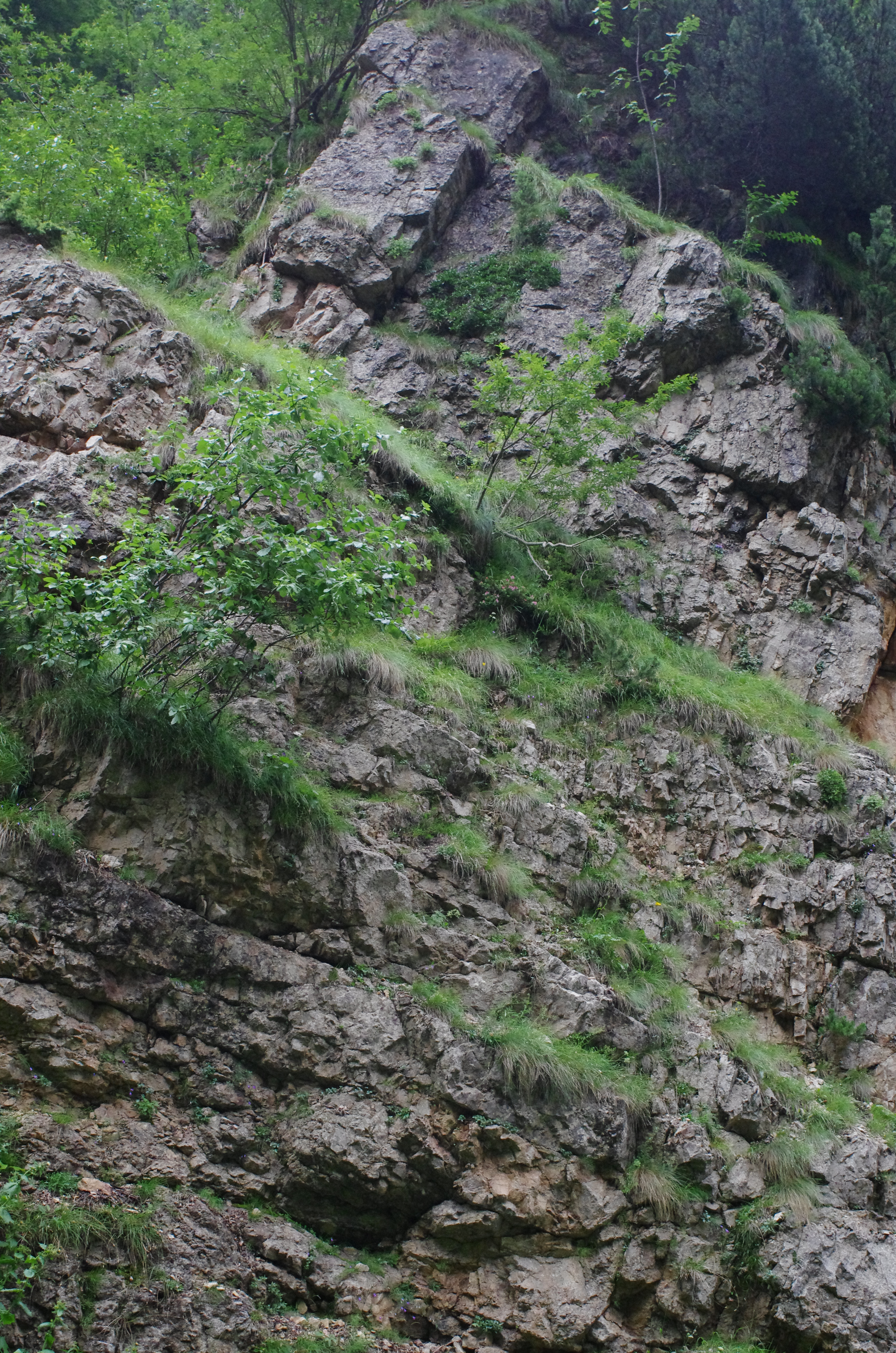
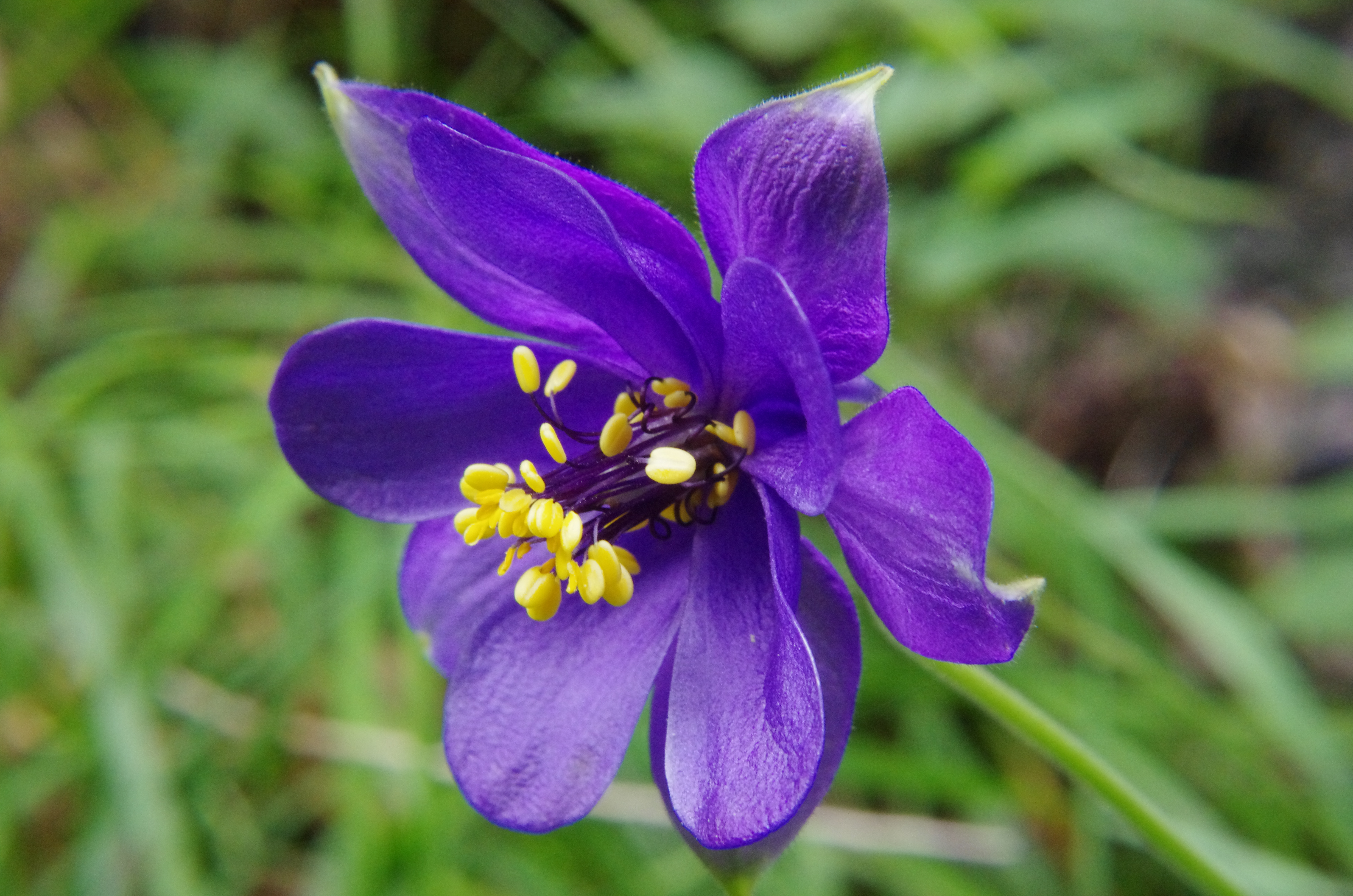
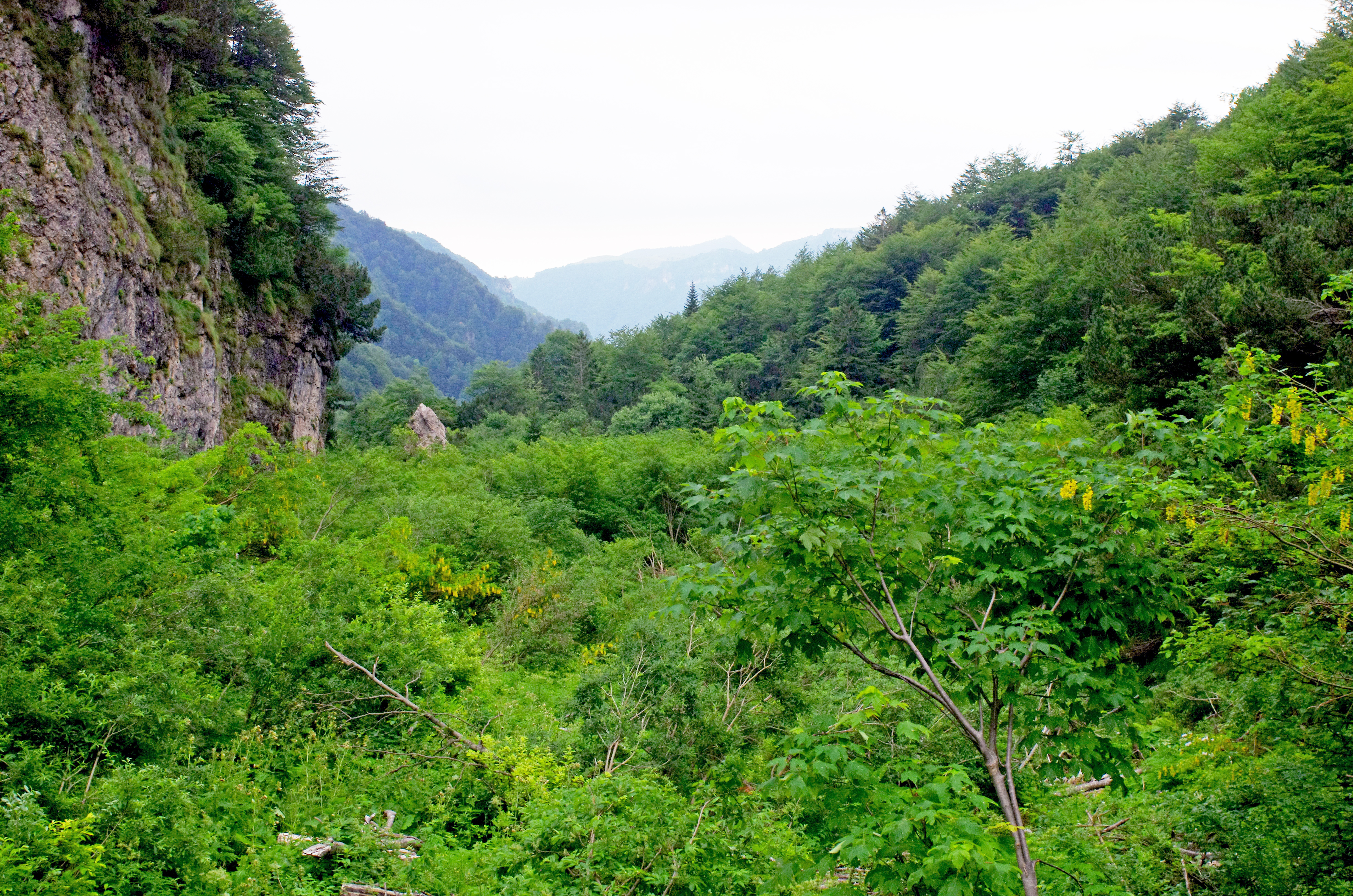